# Homoskedasticita

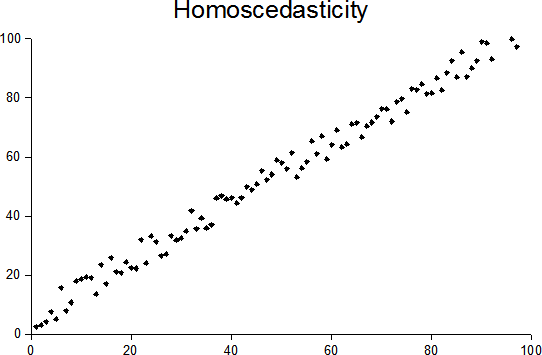
Graf ukazující homoscedastická data.

Homoskedasticita nebo homoskedastičnost ve statistice znamená, že podmíněný rozptyl dané náhodné veličiny je konstantní (je homogenní).
Homoskedasticita je základní předpoklad pro aplikaci metody nejmenších čtverců pro odhad parametrů regresní funkce. 